# Journal of Group Theory
Le Journal of Group Theory est une revue mathématique bimestrielle à comité de lecture couvrant tous les aspects de la théorie des groupes. 

## Description
Le journal a été créé en 1998 et est publié par Walter de Gruyter. Le rédacteur en chef est Christopher Parker (Université de Birmingham). Il publie des articles originaux en théorie des groupes, théorie des représentations des groupes, aspects de calcul en théorie des groupes, combinatoire et théorie des graphes, algèbre et théorie des nombres.

## Résumé et indexation
La revue est indexée et des résumés sont publiés notamment dans  Academic Search, Scopus, Mathematical Reviews,  Current Contents, Science Citation Index, ZbMATH.
En 2018, son QCM est de 0,48. Selon le Journal Citation Reports, la revue a un facteur d'impact de 0,47 en 2018 et son facteur d'impact sur 5 ans est de 0,52. Sur SCImago Journal Rank, le journal a un facteur d'impact de 0,812 en 2020.
La revue publie un volume annuel composé de 6 numéros bimestriels. A titre d'exemple, le volume 24, de l'année 2021, comporte plus de 1200 pages. 

## Article lié
- Liste des journaux scientifiques en mathématiques